# كرومويل (مسرحية)

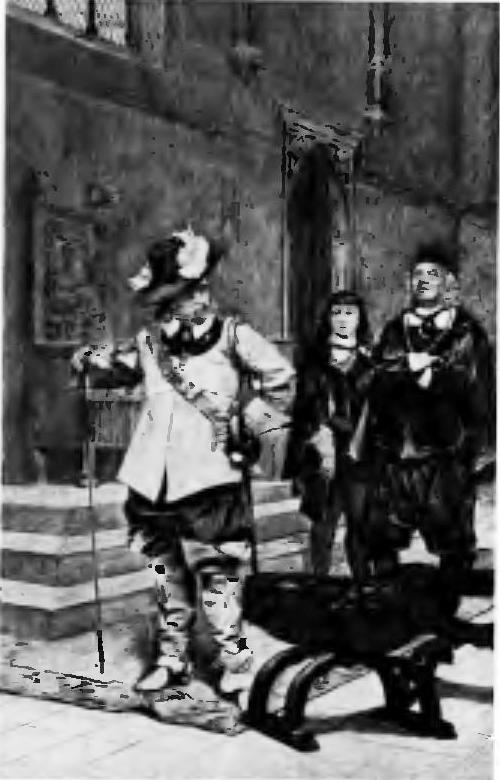

كرومويل هي مسرحية كتبها فيكتور هوجو نُشِرت في عام 1827.

## قصة المسرحية
إنه في نفس الوقت لوحة جدارية تاريخية لإنجلترا في القرن السابع عشر وتحكي حياة أوليفر كرومويل اللورد الحامي لإنجلترا وصراعاته الداخلية والخارجية للحفاظ على أمن إنجلترا، وهي مسرحية كبيرة وضخمة يبلغ طول أبياتها (6920) لذلك كانت غيرقابلة للتمثيل والأداء من الناحية العملية ولم يتم تمثيلها إلا متأخرًا في عام 1956، من قبل جان سيرج 1. إن التغييرات المتكررة للمشهد واختيار موضوعه في تاريخ قريب نسبيًا تجعله، من بين أشياء أخرى، مثالًا على مسرحية رومانسية تنفصل عن التقاليد الكلاسيكية بشكل جذري.

## أهمية المسرحية
على الرغم من التطبيق المثالي للمبادئ الرومانسية في كرومويل، إلا أنه يمثل مقدمة المسرحية التي ظلت واحدة من النصوص المؤسسة للرومانسية الفرنسية، حيث تدافع عن الدراما بشكل خاص كشكل مسرحي، تعد مقدمة مسرحية كرومويل تنظريًا أوليًا من هوجو لجذور المدرسة الرومانسية وأسس فيها قواعدها، دعا هوجو إلى التجديد ورفض المبادئ التقليدية التي سار عليها الاتباعيين من أدباء المدرسة الكلاسيكية، وذلك بعد اتصالهم بالآداب الأجنبية ولا سيما الألمانية والإنجليزية، وإعجابهم بعبقرية شكسبير وإنتاجه العظيم.
أعلن هوجو ثورته على التقاليد الكلاسيكية ثورة صريحة، رافضًا أن تكون هناك قوانين وقيود تحصر الأعمال الإبداعية في نماذج محددة، ورأى أنن هذا مخالف للحرية التي يجب أن تكون للفن وقال: "لقد آن الآوان لنقولها كلمة جريئة، إنه يبدو غريبًا في هذا العصر الذي صارت فيه الحرية كالضوء تنفذ إلى كل شيء أن تحبس عن أشد شيء استحقاقاً للحرية وهو أمور الفكر، لنلق أرضاً هذا الغلاف الذي غطى واجهة الفن فليست هناك قوانين ونماذج إلا قوانين الطبيعة العامة.
سخر فيكتور هوجو سخرية لاذعة من التزام التقليديين من الأدباء بالوحدات الثلاث للمسرحية، وخصّ وحدة الزمن بقوله: «إن وضع العمل قسرًا في إطار الأربع والعشرين ساعة شيء سخيف، فلكل عمل زمنه الخاص ومكانه الملائم له»، وفي وحدة المكان أشار إلى أن الكلاسيكية تفرض التزامًا بالمكان تختفي معه الأحداث المهمة فتصبح المسرحية مليئة بالأخبار الطويلة والمملة للجمهور، وبدلًا من التمثيل يكتفي الممثلون بالوصف والإخبار عما يحدث خارج المسرحية، وهذا ما جعله يكتب في رفض وحدة المكان «أحقًا ما تقولون؟ قودونا إلى تلك الأماكن، لا شك أن ما يحدث ثمة ممتع جدًا ويجب علينا أن نراه». ورفض الالتزام بوحدة النغم مشيرًا إلى أن هذا المبدأ مخالف للطبيعة الإنسانية التي هي في أصلها تعيش التناقض في كل مساراتها.

## مذكرات ومراجع
- فلورنس Naugrette، نشر كرومويل ومقدمة لها: استفزاز استفزازية [الأرشيف] ، ص. 2، ملاحظة 2
- الموارد الببليوغرافية
- فلورنس Naugrette، نشر كرومويل ومقدمة لها: استفزاز استفزازية [أرشيف] على الموقع الإلكتروني لمجموعة Hugo [أرشيف]
- Arnaud Laster، Full Fires on فكتور هوغو، French Comedy، 1981، Chap. الرابع والعشرون والخمسون
- باسكال مسكلا، فيكتور هوغو: معركة من أجل المظلومين، الشركة الأدبية، 2008

## روابط خارجية
- كرومويل على موقع الموسوعة البريطانية (الإنجليزية)